# .ag
A .ag Antigua és Barbuda internetes legfelső szintű tartomány kódja, melyet 1991-ben hoztak létre.

## Másod- és harmadszintű regisztrációk
A regisztráció lehetséges a második szinten közvetlenül a .ag alá, vagy harmadik szinten .com.ag, .org.ag, .net.ag, .co.ag, vagy .nom.ag alá. Bárki regisztrálhat, nincs megkötés.

## Jogi státus Németországban
Németországban a domainnek van egy második jelentése: AG, Aktiengesellschaft, azaz részvénytársaság, mint például http://www.bmw.ag/ www.bmw.ag. Egy német bíróság 2004. júliusi döntése értelmében csak olyan társaság regisztrálhat, amelynek a neve megegyezik a kért domain-névvel.

## Más jelentések
Az országkód jelentés mellett mezőgazdasággal, illetve ezüsttel kapcsolatos weboldalak számára is árulják. Potenciálisan felhasználható domain hack számára is, olyan angol szavak esetén, amik -ag-ra végződnek.